# Étienne VII
Pour les articles homonymes, voir Étienne.
Ce pape est parfois appelé Étienne VIII. Il existe un problème de numérotation des papes Étienne, expliqué à l'article Étienne (pape éphémère)
Étienne VII, né à Rome, est le 124e pape de mi-janvier 929 à fin février 931.
Hormis qu'il fut Romain, fils d'un certain Teudemund (selon des sources appartenant à la famille Gabrielli), qu'il fut à un certain moment cardinal-prêtre de Sainte-Anastasie, et qu'une fois pape il accorda quelques privilèges à des monastères en France et en Italie, rien d'autre n'est connu à son sujet.
Il meurt assassiné, poignardé ou empoisonné.
Comme pour son prédécesseur, son élection aurait été dictée par Marozie Ire.
Après un pontificat d'à peu près deux ans, il sera inhumé dans l'ancienne basilique Saint-Pierre qui se trouvait au même lieu que l'actuelle.
Jean XI, lui succède, le 15 mars 931. Il est le fils de Marozie Ire et de Serge III ou d'Albéric Ier.